# 인터시티스 페어스컵
인터시티스 페어스컵(Inter-Cities Fairs Cup)은 1955년과 1971년 사이에 열린 유럽 축구 대회이다. 이 대회는 나중에 FIFA 간부가 된 스위스의 에른스트 토멘(Ernst Thommen), 이탈리아의 오토리노 바라시(Ottorino Barassi), 잉글랜드의 스탠리 라우스(Stanley Rous)의 생각으로 만들어진 대회이다.
이 대회는 이름에서 볼 수 있듯이 견본시(Trade Fair)들을 홍보하기 위한 대회였다. 견본시를 주최하는 도시들의 클럽간의 친선 경기에서 발전하여 인터시티스 페어스컵이 탄생하였다. 대회 초기에는 견본시를 주최하는 도시들의 클럽들만 참가를 할 수 있었으며 그 클럽들의 자국 내 순위는 상관이 없었다. 또 초기에는 '한 도시당 한 팀' 규정에 의해 운영되었다. 1968년 이후에는 국내 리그 순위에 따라 팀들이 참가하면서 "준우승 컵"이라 불리기도 하였다.
1971년에 유럽 축구 연맹(UEFA)이 주관하는 UEFA컵(현재의 UEFA 유로파리그)으로 대체되면서 폐지되었다. UEFA 유로파리그의 전신으로 볼 수 있지만 UEFA에서는 이 대회를 공식적인 UEFA 유로파리그의 전신으로 인정하지 않는다.

## 역대 결승
| 시즌              | 홈 팀                                       | 득점           | 원정 팀           | 경기장                              |
| ----------------- | ------------------------------------------- | -------------- | ----------------- | ----------------------------------- |
| 1955/58 세부 정보 | 런던 XI                                     | 2 - 2          | 바르셀로나        | 런던 스탬퍼드 브리지                |
| 1955/58 세부 정보 | 바르셀로나                                  | 6 - 0          | 런던 XI           | 바르셀로나 캄 노우                  |
| 1955/58 세부 정보 | 바르셀로나가 합계 8-2로 승리.               |                |                   |                                     |
| 1958/60 세부 정보 | 버밍엄 시티                                 | 0 - 0          | 바르셀로나        | 버밍엄 세인트 앤드루스              |
| 1958/60 세부 정보 | 바르셀로나                                  | 4 - 1          | 버밍엄 시티       | 바르셀로나 캄 노우                  |
| 1958/60 세부 정보 | 바르셀로나가 합계 4-1로 승리.               |                |                   |                                     |
| 1960/61 세부 정보 | 버밍엄 시티                                 | 2 - 2          | AS 로마           | 버밍엄 세인트 앤드루스              |
| 1960/61 세부 정보 | AS 로마                                     | 2 - 0          | 버밍엄 시티       | 로마 스타디오 올림피코              |
| 1960/61 세부 정보 | AS 로마가 합계 4-2로 승리.                  |                |                   |                                     |
| 1961/62 세부 정보 | 발렌시아                                    | 6 - 2          | 바르셀로나        | 발렌시아 메스타야                   |
| 1961/62 세부 정보 | 바르셀로나                                  | 1 - 1          | 발렌시아          | 바르셀로나 캄 노우                  |
| 1961/62 세부 정보 | 발렌시아가 합계 7-3으로 승리.               |                |                   |                                     |
| 1962/63 세부 정보 | 디나모 자그레브                             | 1 - 2          | 발렌시아          | 자그레브 스타디온 막시미르          |
| 1962/63 세부 정보 | 발렌시아                                    | 2 - 0          | 디나모 자그레브   | 발렌시아 메스타야                   |
| 1962/63 세부 정보 | 발렌시아가 합계 4-1로 승리.                 |                |                   |                                     |
| 1963/64 세부 정보 | 사라고사                                    | 2 - 1          | 발렌시아          | 바르셀로나 캄 노우                  |
| 1963/64 세부 정보 | 단판 승부.                                  |                |                   | 바르셀로나 캄 노우                  |
| 1964/65 세부 정보 | 유벤투스                                    | 0 - 1          | 페렌츠바로시      | 토리노 스타디오 코무날레            |
| 1964/65 세부 정보 | 단판 승부.                                  |                |                   | 토리노 스타디오 코무날레            |
| 1965/66 세부 정보 | 바르셀로나                                  | 0 - 1          | 사라고사          | 바르셀로나 캄 노우                  |
| 1965/66 세부 정보 | 사라고사                                    | 2 - 4 (연장전) | 바르셀로나        | 사라고사 라 로마레다                |
| 1965/66 세부 정보 | 바르셀로나가 합계 4-3으로 승리.             |                |                   |                                     |
| 1966/67 세부 정보 | 디나모 자그레브                             | 2 - 0          | 리즈 유나이티드   | 자그레브 스타디온 막시미르          |
| 1966/67 세부 정보 | 리즈 유나이티드                             | 0 - 0          | 디나모 자그레브   | 리즈 엘런드 로드                    |
| 1966/67 세부 정보 | 디나모 자그레브가 합계 2-0으로 승리.        |                |                   |                                     |
| 1967/68 세부 정보 | 리즈 유나이티드                             | 1 - 0          | 페렌츠바로시      | 리즈 엘런드 로드                    |
| 1967/68 세부 정보 | 페렌츠바로시                                | 0 - 0          | 리즈 유나이티드   | 부다페스트 푸슈카시 페렌츠 슈터디온 |
| 1967/68 세부 정보 | 리즈 유나이티드가 합계 1-0으로 승리.        |                |                   |                                     |
| 1968/69 세부 정보 | 뉴캐슬 유나이티드                           | 3 - 0          | 우이페슈트        | 뉴캐슬 세인트 제임스 파크           |
| 1968/69 세부 정보 | 우이페슈트                                  | 2 - 3          | 뉴캐슬 유나이티드 | 부다페스트 메제리 우티 경기장       |
| 1968/69 세부 정보 | 뉴캐슬 유나이티드가 합계 6-2로 승리.        |                |                   |                                     |
| 1969/70 세부 정보 | 안데를레흐트                                | 3 - 1          | 아스널            | 브뤼셀 콩스탕 반덴 스토크 스타디온  |
| 1969/70 세부 정보 | 아스널                                      | 3 - 0          | 안데를레흐트      | 런던 아스널 스타디움                |
| 1969/70 세부 정보 | 아스널이 합계 4-3으로 승리.                 |                |                   |                                     |
| 1970/71 세부 정보 | 유벤투스                                    | 2 - 2          | 리즈 유나이티드   | 토리노 스타디오 코무날레            |
| 1970/71 세부 정보 | 리즈 유나이티드                             | 1 - 1          | 유벤투스          | 리즈 엘런드 로드                    |
| 1970/71 세부 정보 | 합계: 3-3. 리즈 유나이티드가 원정골로 승리. |                |                   |                                     |

## 인터시티스 페어스컵 트로피 플레이오프
| 시즌           | 홈 팀      | 득점  | 원정 팀         | 경기장             |
| -------------- | ---------- | ----- | --------------- | ------------------ |
| 1971 세부 정보 | 바르셀로나 | 2 - 1 | 리즈 유나이티드 | 바르셀로나 캄 노우 |
| 1971 세부 정보 | 단판 승부. |       |                 |                    |

## 통계

### 클럽별 우승 횟수
| 팀                | 우승 | 연도                      |
| ----------------- | ---- | ------------------------- |
| 바르셀로나        | 3    | 1955-58, 1958-60, 1965-66 |
| 발렌시아          | 2    | 1961-62, 1962-63          |
| 리즈 유나이티드   | 2    | 1967-68, 1970-71          |
| AS 로마           | 1    | 1960-61                   |
| 레알 사라고사     | 1    | 1963-64                   |
| 페렌츠바로시      | 1    | 1964-65                   |
| 디나모 자그레브   | 1    | 1966-67                   |
| 뉴캐슬 유나이티드 | 1    | 1968-69                   |
| 아스널            | 1    | 1969-70                   |

### 국가별 우승 횟수
| 국가         | 우승 |
| ------------ | ---- |
| 스페인       | 6    |
| 잉글랜드     | 4    |
| 이탈리아     | 1    |
| 헝가리       | 1    |
| 유고슬라비아 | 1    |

## 같이 보기
- UEFA 유로파리그